# Italochrysa luddemanni
Italochrysa luddemanni is een insect uit de familie van de gaasvliegen (Chrysopidae), die tot de orde netvleugeligen (Neuroptera) behoort. 
Italochrysa luddemanni is voor het eerst wetenschappelijk beschreven door Navás in 1935.